# Piotruś i Czerwony Kapturek
Piotruś i Czerwony Kapturek / Pietia i Czerwony Kapturek (ros. Петя и Красная Шапочка, Pietia i Krasnaja Szapoczka) – radziecki film animowany z 1958 roku w reżyserii Jewgienija Rajkowskiego i Borisa Stiepancewa oparty na motywach bajki Charles’a Perraulta pt. "Czerwony Kapturek".

## Fabuła
Chłopiec Piotr Iwanow przypadkowo wpada do bajki o Czerwonym Kapturku, gdzie pomaga bohaterom opowieści pokonać złego wilka.

## Obsada (głosy)
- Siergiej Martinson jako Spiker
- Walentina Spierantowa jako Piotruś
- Walentina Tumanowa jako Czerwony Kapturek
- Siergiej Filippow jako Wilk

## Animatorzy
Fiodor Chitruk, Tatjana Taranowicz, Rienata Mirienkowa, Boris Diożkin, Wiktor Lichaczow, Wadim Dołgich, Anatolij Pietrow

## Nagrody
- 1959 – Druga nagroda w sekcji filmów animowanych na Wszechzwiązkowym Festiwalu Filmowym w Kijowie (ZSRR)
- 1960 – Nagroda "Wieniec Laurowy" dla najlepszego filmu dla dzieci na VII Międzynarodowym Festiwalu Filmów Animowanych w Annecy (Francja)